# Ісерлія
Ісерлія (рум. Iserlia) — село в Молдові в Бессарабському районі. Адміністративний центр однойменної комуни, до складу якої також входять села Богдановка, Карабібер та Івановка.
Згідно з Енциклопедичним словником Брокгауза і Ефрона, Ісерлія — болгарська колонія Бессарабської губернії, Аккерманського повіту, при річці Киргиж-Китай; 227 дворів, 1636 жителів; православна церква, школа, лавки. Заснована близько 1834 року прибульцями з Османської імперії на відведеній урядом ділянці.
Село поліетнічне. Згідно з переписом населення 2004 року — молдован (41%), болгар (23%), гагаузів (14,5%), українців (8%).